# Eunapius (historicus)
Eunapius of Eunapios (Oudgrieks: Εὐνάπιος) was een Grieks sofist en geschiedschrijver uit de 4e eeuw n.Chr.

## Leven
Eunapius was afkomstig uit Sardes en leefde van 345/6 tot ca. 420. Zijn filosofische opleiding had hij te danken aan zijn plaatsgenoot Chrysanthius, een leerling van Jamblichus, waardoor ook Eunapius in de neoplatonistische traditie van Jamblichus stond. Zijn studiejaren bracht hij door in Athene, daarna keerde hij terug naar Klein-Azië. Eunapius nam vastbesloten stelling tegen het Christendom.

## Werk
We kennen van hem twee in het Grieks geschreven werken. Zijn eerste werk was een geschiedwerk waarmee hij dat van de 3e-eeuwse geschiedschrijver Dexippus voortzette. Het begint in het jaar 270 n.Chr. en liep aanvankelijk tot de dood van keizer Theodosius in 395, maar Eunapius zette het later voort tot het jaar 404. Het heette Historika Hypomnemata (Historische gedenkschriften) en omvatte in zijn uiteindelijke vorm 14 boeken. Eunapius droeg het op aan zijn vriend Oreibasius, een medisch schrijver en lijfarts van keizer Julianus Apostata. Dit werk is slechts fragmentarisch bewaard gebleven, o.a. door uittreksels bij Photius. De fragmenten zijn met vertaling uitgegeven door R.C. Blockley in: The fragmentary classicising historians of the later Roman Empire: Eunapius, Olympiodorus, Priscus and Malchus (2 dln., Liverpool 1981-1983).
In 396 schreef Eunapius het werk Levens van sofisten (Oudgrieks: Βίοι σοφιστῶν), een verzameling van 25 biografieën van filosofen en retoren uit zijn tijd, onder wie Plotinus en Porphyrius. Dit werk is wél helemaal bewaard gebleven. De geportretteerde personen kwamen voornamelijk uit Constantinopel en Klein-Azië en behoorden tot de groep van anti-christelijke, neoplatonische denkers waartoe Eunapius ook zichzelf rekende. Als unieke bron voor de niet-christelijke denkers uit deze periode is dit werk van grote waarde.

## Referentie
- H. Dörrie, art. Eunapios, in Der Kleine Pauly 2 (1979), col. 427-428.